# Добробут
Добробут (укр. Добробут) — село,
Краснопавловский поселковый совет,
Лозовский район,
Харьковская область, Украина.
Село ликвидировано в 1988 году
.

## Географическое положение
Село Добробут находится на расстоянии в 1 км от села Елизаветовка.
По селу протекает пересыхающая речушка, которая впадает в Краснопавловское водохранилище.

## История
- 1988 — село ликвидировано[1].

## Экономика
- Свинотоварная ферма.